# Thrypsigenes
Thrypsigenes is een geslacht van vlinders van de familie tastermotten (Gelechiidae).

## Soorten
- T. colluta Meyrick, 1914
- T. furvescens Meyrick, 1914